# Bisdom Natitingou

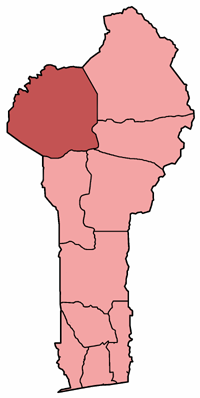
Het bisdom binnen Benin

Het Bisdom Natitingou (Latijn: Dioecesis Natitinguensis) is een rooms-katholiek bisdom in Benin. Het maakt onderdeel uit van de kerkprovincie Parakou en werd opgericht in 1964. De zetelkerk is de kathedraal Immaculée Conception van Natitingou.
Het bisdom heeft een oppervlakte van 20.499 km² en beslaat het departement Atacora in het noordwesten van het land. In 2021 telde het bisdom ongeveer 216.000 katholieken op een totale bevolking van 1.030.000, of 21% van de bevolking. Het bisdom telde in 2021 39 parochies bediend door 65 diocesane priesters.

## Geschiedenis
Een eerste parochie werd gesticht in 1941 door missionarssen van de Sociëteit voor Afrikaanse Missiën. Het bisdom werd opgericht op 10 februari 1964. Het bisdom omvatte toen ook het huidige departement Donga, maar dit gebied werd in 1995 het zelfstandige bisdom Djougou. Aanvankelijk viel Natitingou onder de kerkprovincie Cotonou, maar met de verheffing van Parakou tot aartsbisdom in 1997 kwam Djougou onder deze nieuwe kerkprovincie.

## Bisschoppen
- Patient Honoré Pierre Yvon Redois, S.M.A. (1964-1983)

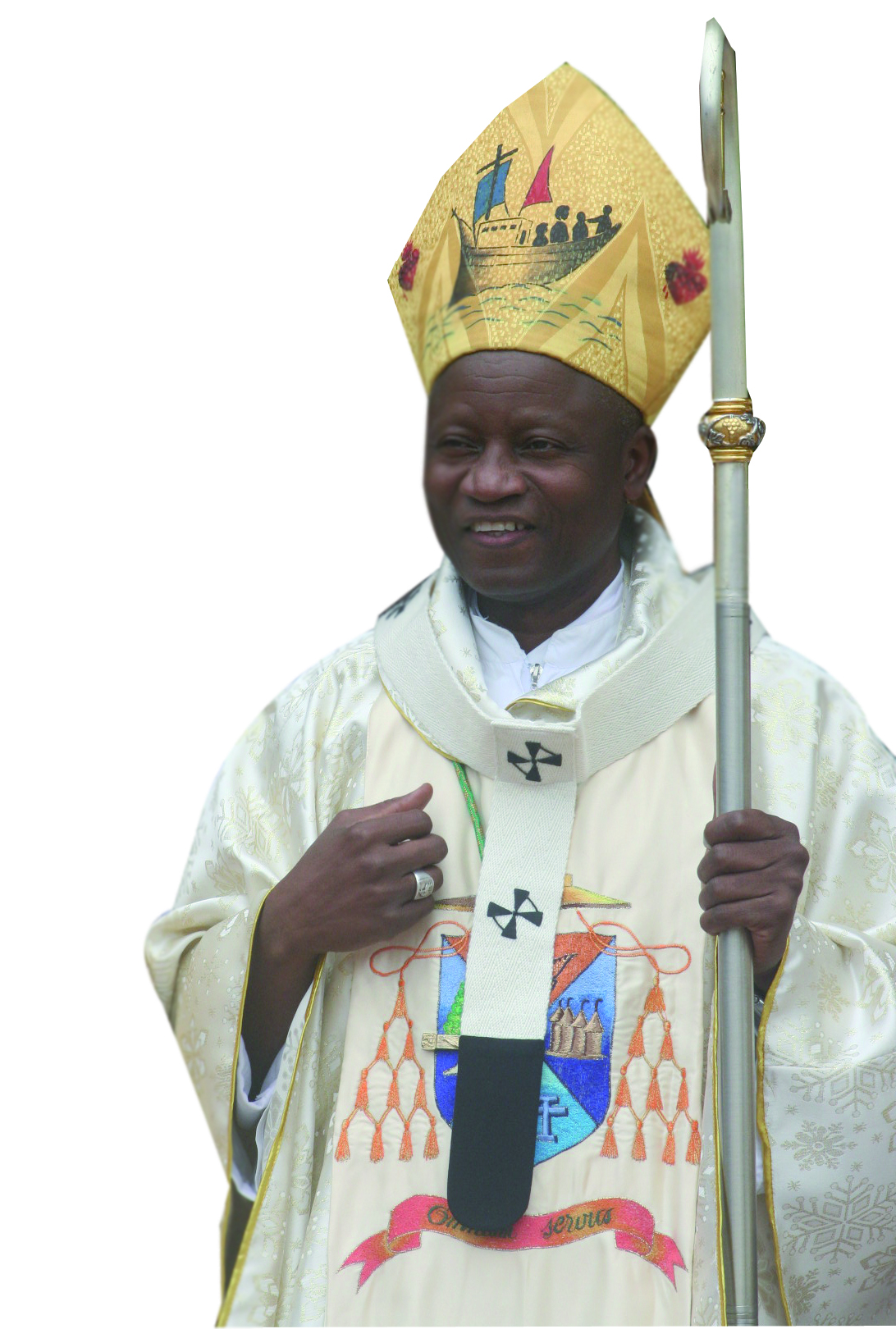
Bisschop Pascal N'Koué

- Nicolas Okioh (1983-1995)
- Pascal N'Koué (1997-2011)
- Antoine Sabi Bio (2014-)